# Cnaeus Fabius Ambustus
Cnaeus Fabius Ambustus est un sénateur romain du IVe siècle av. J.-C.

## Biographie
Cnaeus Fabius Ambustus est membre des Fabii Vibulani, branche de la gens patricienne des Fabii ; il est le fils du consul de 442 av. J.-C. Marcus Fabius Vibulanus, et a deux frères : Numerius Fabius Ambustus (tribun consulaire en 406 et 390 av. J.-C.) et Quintus Fabius Ambustus (consul en 412 av. J.-C. et tribun consulaire en 390 av. J.-C.).
Il est tribun militaire à pouvoir consulaire en 404, 401 et 395 av. J.-C..
En 391 av. J.-C., il est envoyé avec ses deux frères, Numerius Fabius Ambustus et Quintus Fabius Ambustus en délégation à Clusium, ville qui n'est pas alliée de Rome, mais qui, menacée par une invasion gauloise, demande son aide ; les ambassadeurs romains prennent part à une offensive des Clusiniens contre les Gaulois et au cours d'une des attaques tuent un chef gaulois et dépouillent son cadavre ; les Gaulois envoient immédiatement des émissaires à Rome pour exiger que les ambassadeurs leur soient livrés. Le Sénat romain désapprouve la conduite des Fabii mais refuse d'accéder à la demande des Gaulois ; ce refus est interprété comme un casus belli par le chef Brennus et ses hommes qui marchent sur Rome pour obtenir réparation. De retour à Rome, les Fabii ne sont pas sanctionnés pour leurs fautes mais au contraire sont élus tribuns militaires à pouvoir consulaire et prennent le commandement de la guerre qui se prépare,,.
Cnaeus Fabius Ambustus est tribun militaire à pouvoir consulaire avec cinq autres collègues dont ses deux frères en 390 av. J.-C. ; face à l'avancée de l'armée gauloise de Brennus, les tribuns ne nomment pas de dictateur ; l'impréparation des commandants et le manque d'expérience d'une partie des troupes réunies conduisent à la défaite de l'Allia et au sac de Rome ; Tite-Live en rend responsables les tribuns consulaires qui n'auraient pas respecté les rites religieux et auraient fait preuve de précipitation dans leur commandement.